# Erik Ring (Fußballspieler)
Erik Ring (* 24. April 2002) ist ein schwedischer Fußballspieler, der aktuell beim AIK Solna unter Vertrag steht und an Helsingborgs IF verliehen ist.

## Karriere
Ring begann seine fußballerische Ausbildung bei den beiden Amateurvereinen Huddinge IF und Segeltorps IF, wo er insgesamt bis 2017 spielte. Anschließend spielte er über zwei Jahre lang in der Jugend des AIK Solna. In der Saison 2020 machte er für die U19-Mannschaft zehn Tore in zehn Spielen der Juniorenliga. Am 20. September 2020 (21. Spieltag) debütierte er in der Allsvenskan, als er bei einem 3:0-Sieg über Hammarby IF kurz vor Abpfiff ins Spiel kam. Insgesamt kam er in der Spielzeit 2020 zu zehn Einsätzen in der ersten schwedischen Spielklasse.